# Daniel Ayala Peréz
Daniel Ayala Peréz (født 21. juli 1906 i Yucatán - død 20. juni 1975 i Xalapa, Veracruz Mexico) var en mexicansk komponist, dirigent og violinist.
Ayala studerede violin hos Silvestre Revueltas, og komposition hos bl.a. Carlos Chavez, Manuel Ponce og Julián Carrillo.
Han var med i gruppen de fire, som var en komponistsammenslutning bestående af ham selv og Blas Galindo, Pablo Moncayo og Salvador Contreras, som kun eksisterede kort.
Ayala har komponeret orkesterværker, klaverkoncert, kammermusik,balletmusik, vokalværker og klaverstykker.
Ayala var i sin kompositoriske stil influeret af Maya kulturen.

## Udvalgte værker
- Maya-Manden (1939) – ballet
- Stamme (Symfonisk digtning) (1934) - for orkester
- Méxicos Panorama (1936) (suite) - for orkester
- Veracruz suite (1957) - for orkester
- Klaverkoncert (1974) - for klaver og orkester
- Barnlig suite (1938) – for sopran og kammerorkester
- Cricket (1933) - for sopran, klarinet, violin og klaver
- Radiogramma (1931) - for klaver